# Planopus laniniensis
Planopus laniniensis là một loài bọ cánh cứng trong họ Cerambycidae.